# Отгонбатин Оюунтуяа
Отгонбатин Оюунтуяа (нар. 10 червня 1992) — монгольська борчиня вільного стилю та пляжна борчиня, бронзова призерка чемпіонату Азії з вільної боротьби.

## Життєпис
У 2012 році стала бронзовою призеркою чемпіонату світу з пляжної боротьби серед юніорів.

## Спортивні результати на міжнародних змаганнях

### Виступи на Чемпіонатах Азії
| Змагання                       | Збірна   | Вагова категорія          | Місце  |
| ------------------------------ | -------- | ------------------------- | ------ |
| Чемпіонат Азії з боротьби 2016 | Монголія | жіноча боротьба, до 60 кг | Бронза |

### Виступи на інших змаганнях
| Змагання                                               | Збірна   | Вагова категорія          | Місце  |
| ------------------------------------------------------ | -------- | ------------------------- | ------ |
| Кубок Президента Казахстану з боротьби 2015            | Монголія | жіноча боротьба, до 60 кг | Бронза |
| Гран-прі «Іван Яригін» 2016                            | Монголія | жіноча боротьба, до 60 кг | 8      |
| Відкритий кубок Монголії з боротьби 2016               | Монголія | жіноча боротьба, до 60 кг | Срібло |
| Гран-прі «Іван Яригін» 2017                            | Монголія | жіноча боротьба, до 60 кг | 12     |
| Гран-прі «Іван Яригін» 2018                            | Монголія | жіноча боротьба, до 65 кг | 5      |
| Кубок Президента Бурятської Республіки з боротьби 2019 | Монголія | жіноча боротьба, до 62 кг | 11     |

### Виступи на змаганнях молодших вікових груп
| Змагання                                              | Збірна   | Вагова категорія          | Місце  |
| ----------------------------------------------------- | -------- | ------------------------- | ------ |
| Чемпіонат світу з боротьби серед юніорів 2012         | Монголія | жіноча боротьба, до 67 кг | 5      |
| Чемпіонат світу з пляжної боротьби серед юніорів 2012 | Монголія | пляжна боротьба, +60 кг   | Бронза |